# Dacia Estafette

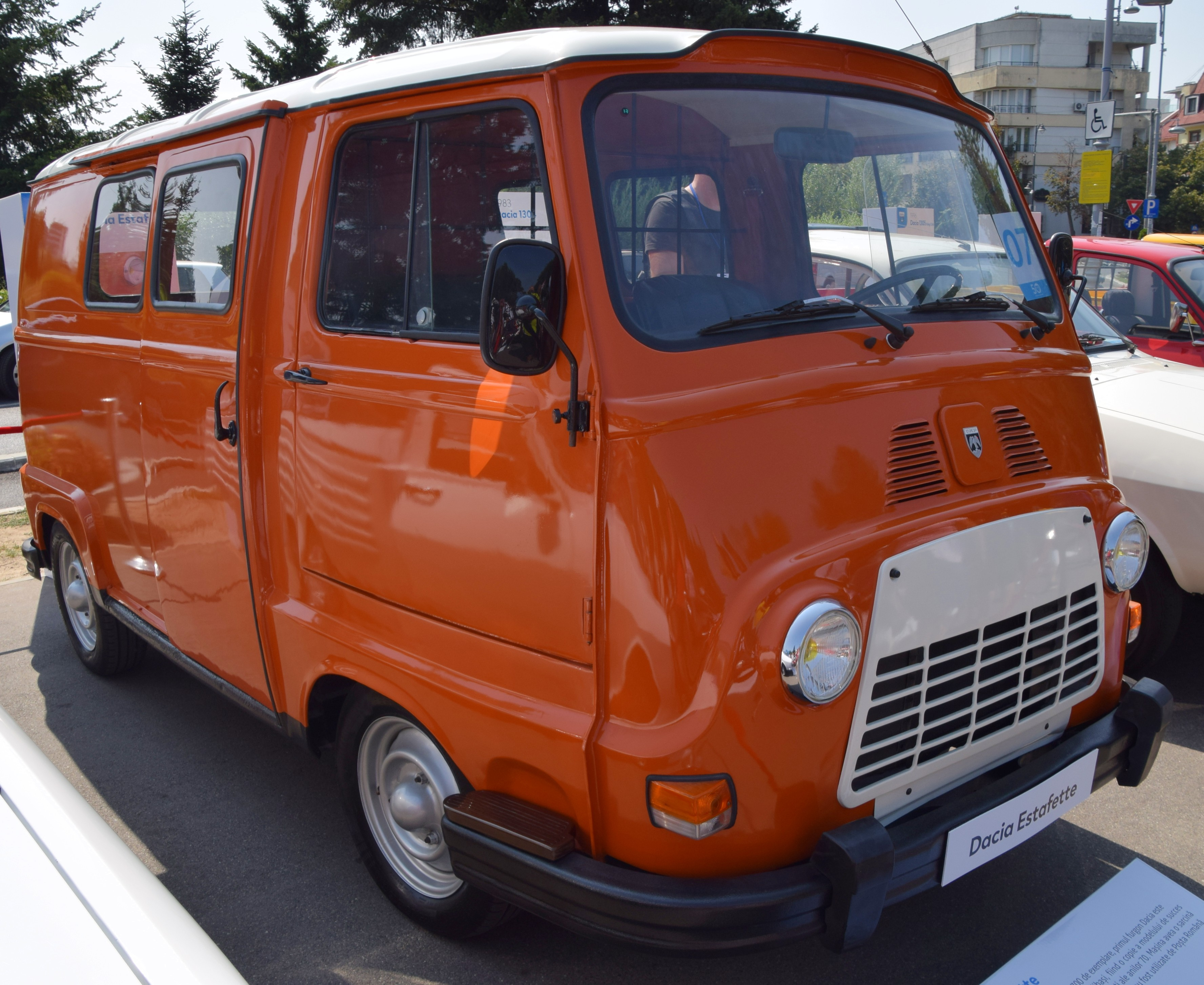
Dacia Estafette

La Dacia D6 est le premier véhicule utilitaire fabriqué par Dacia. C'est un dérivé de la Renault Estafette. Elle est assemblée en Roumanie entre 1975 et 1978 à 642 exemplaires.
La ligne de production a été déplacée de Cléon, en France, en Roumanie avec la formation du personnel roumain. Le moteur et toutes ses annexes (moins la pompe à eau et le boîtier de filtre à air) étaient communs à ceux de la Dacia 1300. Le principal bénéficiaire de la Dacia D6 était la poste Roumaine, la voiture étant vendue exclusivement aux institutions de l'Etat.